# Хамилтонов принцип
Хамилтонов принцип је варијациони принцип који тврди да је права путања кретања тела она за коју је диференцијал дејства једнак нули. Хамилтоновим принципом једнозначно су одређене Лагранжове једначине које описују кретање тела. Хамилтонов принцип носи назив по Вилијаму Хамилтону.

## Математичка формулација
Дејство система са коначним бројем степени слободе је дефинисано као:
{\displaystyle {\mathcal {S}}[\mathbf {q} ]\ {\stackrel {\mathrm {def} }{=}}\ \int _{t_{1}}^{t_{2}}L(\mathbf {q} (t),{\dot {\mathbf {q} }}(t),t)\,dt,}
где су са q означене генералисане координате, а њихови изводи по времену су генералисане брзине.
Хамилтонов принцип од бесконачно много путања између две тачке одређује праву путању као путању за коју је дејство стационарно, тј. еволуција система је задана једначином:
{\displaystyle {\frac {\delta {\mathcal {S}}}{\delta \mathbf {q} (t)}}=0}